# Yūji Hirayama
Yūji Hirayama (jap. 平山 ユージ, Hirayama Yūji; * 23. Februar 1969 in der Präfektur Tokio) ist ein japanischer Sportkletterer.

## Wettkampfklettern
Yuji Hirayama ist der erste asiatische Kletterer, der einen Kletterweltcup gewinnen konnte. Im Oktober 1991 siegte er beim Weltcup in Tokio in der Disziplin Lead. Diesem Sieg folgten noch fünf weitere. Dadurch konnte er sich 1998 und 2000 den Gesamtweltcup sichern.
1991 und 1999 wurde er Vizeweltmeister im Leadklettern. Zudem gewann er 1991 und 2001 das Rockmaster in Arco in derselben Disziplin.
2007 trat Yūji Hirayama vom Wettkampfklettern zurück. Er eröffnete 2010 in der Präfektur Saitama eine Kletterhalle mit dem Namen Climb Park Base Camp.

## Felsklettern
Yūji Hirayama war 2004 weltweit der erste Kletterer, der eine 8c-Route („White Zombie“) onsight klettern konnte.
Am 29. September 2002 kletterte er gemeinsam mit Hans Florine die Route The Nose am El Capitan im Yosemite-Nationalpark in 2:48:55, was neuer Rekord bedeutete. Dieser wurde 2007 von Alexander Huber und Thomas Huber gebrochen. Am 2. Juli 2008 holten sich Hirayama und Florine den Rekord mit 2:43:33 zurück. Diesen verbesserten sie am 12. Oktober desselben Jahres auf 2:37:05. Dieser Rekord wurde am 6. November 2010 von Sean Leary und Dean Potter mit einer Zeit von 2 Stunden, 36 Minuten und 45 Sekunden eingestellt.

## Erfolge (Auswahl)

### Fels

#### Routen
- Flatmountain, 9a+ (Erstbegehung, 2003)
- Karachi, 9a (Erstbegehung, 2005)
- Kinematix, 9a (2006)
- Underground, 9a (2000)
- Tas-Tas, 8c+ (2004)
- White Zombie, 8c (onsight, 2004)
- Mortal Kombat, 8b+ (onsight, 1999)
- Devers Royal, 8c+ (2010)

#### Boulder
- Ginga Fb 8c (Erstbegehung, 2008)
- Uma Fb 8b+ (2008)

### Wettkämpfe
- Rockmaster 1991, 2001
- Asienmeister 2000, 2006
- 2. Platz Weltmeisterschaft 1991 in Frankfurt
- 2. Platz Weltmeisterschaft 1999 in Birmingham
- 3. Platz Weltmeisterschaft 1993 in Innsbruck
- Sechs Weltcupsiege (Tokio 1991, Frankfurt 1993, Kranj 1998, Mailand 1998, Nantes 2000, Kranj 2000)